# خورشيد (كفر الشيخ)
عزبة خورشيد، عزبة تابعة لقرية كفر السودان بالوحدة المحلية لقرية شباس الملح، التابعة لمركز دسوق، التابع لمحافظة كفر الشيخ في جمهورية مصر العربية.